# Dunaújváros Gorillaz 2014
Questa voce raccoglie le informazioni riguardanti i Dunaújváros Gorillaz nelle competizioni ufficiali della stagione 2014.

## Divízió I 2014

### Stagione regolare
| 5 aprile 2014 1ª giornata | Dunaújváros Gorillaz | 23 – 6 | Békéscsaba Raptors |  |

| 17 maggio 2014 5ª giornata | Tata Mustangs | 7 – 33 | Dunaújváros Gorillaz |  |

| 25 maggio 2014 6ª giornata | Dunaújváros Gorillaz | 27 – 8 | Újpest Bulldogs |  |

| 14 giugno 2014 8ª giornata | Eger Heroes | 14 – 54 | Dunaújváros Gorillaz |  |

### Playoff
| 2014 Semifinale | Dunaújváros Gorillaz | 10 – 20 | Újpest Bulldogs |  |

## Statistiche di squadra
| Competizione      | %Vittorie | In casa | In casa | In casa | In casa | In casa | In casa | In trasferta | In trasferta | In trasferta | In trasferta | In trasferta | In trasferta | Totale | Totale | Totale | Totale | Totale | Totale |
| Competizione      | %Vittorie | G       | V       | N       | P       | Pf      | Ps      | G            | V            | N            | P            | Pf           | Ps           | G      | V      | N      | P      | Pf     | Ps     |
| ----------------- | --------- | ------- | ------- | ------- | ------- | ------- | ------- | ------------ | ------------ | ------------ | ------------ | ------------ | ------------ | ------ | ------ | ------ | ------ | ------ | ------ |
| Stagione regolare | 1.000     | 2       | 2       | 0       | 0       | 50      | 14      | 2            | 2            | 0            | 0            | 87           | 21           | 4      | 4      | 0      | 0      | 137    | 35     |
| Playoff           | .000      | 1       | 0       | 0       | 1       | 10      | 20      | 0            | 0            | 0            | 0            | 0            | 0            | 1      | 0      | 0      | 1      | 10     | 20     |
| Totale            | .800      | 3       | 2       | 0       | 1       | 60      | 34      | 2            | 2            | 0            | 0            | 87           | 21           | 5      | 4      | 0      | 1      | 55     |        |